# Secui
Secuii (popular săcui, în maghiară székelyek) sunt un grup etnografic maghiar din România care cultural ține de maghiarimea din județele Covasna, Harghita și în arealul central și sud-estic al județului Mureș. Se mai autodefinesc ca secui și locuitorii de limbă maghiară din câteva sate ale județelor Alba și Cluj (din fostul Scaun Secuiesc al Arieșului) și din județele Sibiu și Brașov.
Secuii vorbesc un dialect maghiar cu numeroase arhaisme și regionalisme. Nucleul ariei lor de locuire este regiunea din sud-estul Transilvaniei cunoscută îndeobște ca Ținutul Secuiesc (în maghiară Székelyföld, în germană Szeklerland, în latină Terra Siculorum, în engleză Szekely Land) sau Secuime.
La recensământul efectuat în perioada 18-27 martie 2002, doar 532 de persoane s-au declarat că aparținând minorității secuilor din România. A existat și la recensământul din 2011, posibilitatea ca etnicii maghiari să se declare secui și nu maghiari.. O comunitate foarte mică de secui există și în județul Suceava (mai precis Secuii din Bucovina), în Bucovina/Bucovina de Sud.

## Etimologie
Etimologia cuvântului székely este controversată și neclară, cercetătorii oscilând între mai mullte ipoteze principale:
1. din numele etnic-tribal al secuilor: Zekel, ce semnifică om nobil sau om de neam și este un cuvânt de origine turanică, ceea ce ar putea să susțină și ipoteza originii kavare a acestora. Se cunoaște faptul că triburi kavare de la nord de Volga s-au alăturat maghiarilor în drumul lor spre vest, trecând împreună in Panonia.[3]
2. din numele tribului turcic oghur (dialectele „lir”) *s*k*l (pronunțat probabil [eskel, iskil] sau [eski] (esegel⁠(en)[traduceți]); în limba turcă „vechi”).„O ipoteză afirmă că secuii sunt descendenții grupului etnic bulgaro-turanic ce purta numele de eskil (esekel), deși nu putem trece sub tăcere faptul că problema originii secuilor este una dintre enigmele istoriei ce pare că nu va putea fi dezlegată cu adevărat. Cert este numai că secuii s-au maghiarizat într-o epocă foarte timpurie; și dacă au fost totuși socotiți neam aparte, aceasta se explică prin organizarea socială și sistemul de cutume specifice, păstrate, și nu în ultimul rând prin calitatea lor de „națiune politică” în structura feudală târzie a Transilvaniei. De altminteri, cronicarul János Thuróczi îi considera pe secui în secolul al XV-lea, într-o accepțiune aproape modernă, ca „parte a națiunii” (pars nationis), ca maghiari, după cum nici Ștefan Werbőczy nu-i socotea, după cum am văzut, ca „națiune” aparte.[4]”
3. din numele tribului turcic oğuz (dialectele „șaz”) džikil, dzekil, cigil sau cikil din sud-vestul Asiei Centrale. Oșteni din acest trib sunt menționați în izvoare ca auxiliari ai forței militare a kavarilor.[5]
4. din cuvântul szék („scaun”), cu sensul de „scaun de organizare judecătorească” și, prin extensie, o unitate administrativ-teritorială specifică secuilor și sașilor în Transilvania. Deși aceasta este considerată a fi cea mai plauzibilă ipoteză, secuii erau denumiți cu variante ale acestui etnonim încă înaintea colonizării în Transilvania a sașilor, care au introdus termenul de „scaun” cu sensul de subdiviziune administrativ-teritorială.

### Alte ipoteze etimologice
1. din cuvântul compus székelu, cu sensul „dincolo de scaun”; cu partea a doua, -elu (modern elve) ca în numele propriu Erdély > Erdőelu „dincolo de pădure”.
2. din rădăcina [sek] sufixată cu terminația turcă –(e)li (existentă și în limba română: -liu, -lie, -lii; într-o „adaptare” românească după acest model, ar rezulta *secliu, seclie, seclii).
3. din cuvântul compus székelő, cu sensul „sedentar”. Această ipoteză ar fi compatibilă cu relatările din cronicile maghiare, potrivit cărora, secuii se aflau în Câmpia Panonică la venirea ungurilor, ca etnie diferită de a lor, szék/elő fiind în acest caz un exonim dat de unguri populației sedentare găsite acolo.

Dintre cronicarii arabi și persani care au lăsat informații despre protoungurii de dinainte de strămutarea din spațiul nord-pontic în Panonia, Ahmad ibn Rustah⁠(en)[traduceți] a transmis un detaliu poate semnificativ: printre vecinii majgharilor se afla și tribul asghil⁠(en)[traduceți] zis și așkil ori eskil. Această populație era un trib protobulgar (implicit onogur).

### Ipoteze mai puțin plauzibile
1. Székely/secui ca derivare și totodată amintire – pe filieră prototurcică – a sciților, al căror endonim și etnonim principal este saka.
2. Legătura dintre tema numelui cu străvechiul termen proto-indo-european sek-, so- „a tăia” (din care sunt derivate, între altele, latină secare „a tăia” și securis „secure”, germană sägen „a tăia cu fierăstrăul”, engleză to saw. Securea de luptă a sciților se chema sagaris). Slavul sjek are același sens „a tăia”. În cazul acestei teorii, tema PIE sek- este sufixată cu terminația turcică -li. A fost avansată ipoteza că sensul inițial care a stat la baza denumirii populației ar fi fost „tăietori de lemne”.[A]
3. Din etnonimul siculilor antici, cei care au dat numele Siciliei.

## Originea secuilor
Originea etnică a secuilor este viu disputată de istorici și antropologi. În decursul timpului, diverși cercetători i-au considerat pe secui ca descinzând, pe rând, din maghiari, sciți, huni, gepizi, avari, bulgari de pe Volga, onoguri, kavari sau din kabardino-balkarii din Caucaz.
Cronica maghiară din secolul al XI-lea, Anonymus, precum și cronicarii ulteriori care s-au bazat pe această sursă, au susținut că, atunci când maghiarii au ajuns în Bazinul Carpatic, i-au găsit pe secui, descendenți din hunii lui Attila. Până în Evul Mediu, secuii au fost identificați drept un grup etnic distinct (natio Siculica), dar legat de maghiari. Există dovezi care susțin afirmația că secuii care s-au alăturat maghiarilor erau un trib turcic nomad de călăreți, cu propria clasă conducătoare: structura lor militară și socială fiind similară cu cea a turcilor oguzi (6 clanuri conducătoare, fiecare cu câte patru familii) și au rămas parte a cavaleriei ușoare mult timp după ce armata maghiară a adoptat cavaleria în stil occidental. Aceste informații par să confirme legendele din secolului al XI-lea, dar nu este pe deplin sigur.
Chiar dacă secuii au vorbit la începuturi o limbă turcică, e posibil să fi renunțat timpuriu la aceasta în favoarea limbii maghiare. Dialectul secuiesc nu conține mai multe cuvinte de împrumut de origine bulgaro-turcică dinaintea cuceririi maghiare decât maghiara standard. O astfel de asimilare lingvistică totală nu s-ar fi putut produce după ce secuii s-au stabilit în Transilvania, pentru că locuiau în zone de frontieră sudice și estice și aveau contact cu comunitățile maghiare în nord și est. În aceeași situație cu a secuilor erau majoritatea cumanilor și alanilor care vorbeau limba maghiară doar de câteva secole, fiind considerați popoare separate.
În cazul în care nu erau încă stabiliți în Transilvania la momentul cuceririi maghiare, trebuie să se fi mutat acolo cel târziu la începutul secolului al XI-lea; căci dacă secuii nu ar fi fost deja localizați la marginea de est a Regatului Ungariei, modul lor de așezare ar fi fost la fel de dispersat ca cel al celor șapte triburi maghiare. Spre deosebire de unguri, secuii au păstrat nu numai drepturile de proprietate ale neamurilor, ci și instituțiile administrative și judiciare care uneau fiecare neam; acest lucru a rămas în vigoare pe tot parcursul Evului Mediu și, formal, până în 1848.
Există două teorii centrale cu privire la origini și așezarea lor în Transilvania: cea a originii maghiare, sau cea onoguro-bulgară, care îi face strâns legați de maghiari și că au fost atrași de avari (care s-au identificat cu hunii și au fost considerați ca atare de către europenii contemporani, prin urmare apărând și legătura dintre secui și huni) în Bazinul Carpatic, unde și-au păstrat identitatea etnică până la cucerirea maghiară. Conform unei variante recente a acestei teze, maghiarii și secuii s-au stabilit printre avari în Bazinul Carpatic la sfârșitul secolului al VII-lea, aducând cu ei o artă decorativă specifică. Pe de altă parte, majoritatea lingviștilor maghiari, împreună cu unii istorici care se bazează pe descoperirile lingvistice, susțin că secuii sunt de origine turcică, posedau o cultură de acest fel și se alăturaseră maghiarilor înainte de cucerire. Ulterior, secuii fuseseră asimilați în mare măsură în momentul în care aceștia și triburile maghiare au ajuns în Bazinul Carpatic la sfârșitul secolului al IX-lea. Susținătorii acestei teze au căutat strămoșii secuilor printre bulgarii eskil care au conviețuit cu maghiarii în stepele pontice. Deși teza a fost contestată pe fond etimologic, ea a câștigat totuși un sprijin științific.
Se cunoaște faptul că așezări secuiești se aflau în sudul, vestul și nordul Ungariei, precum și în zona Bihorului și în jurul Oradei. Astfel, se tinde să se concluzioneze că cea mai mare parte a secuilor actuali fuseseră stabiliți în zona Bihorului; toponimele și sursele scrise sugerând că, înainte de secolul al XIII-lea, exceptând Transilvania, această regiune avea cel mai mare număr de așezări secuiești. Apoi, continuând să servească drept grăniceri, secuii au început să migreze la începutul secolului al XI-lea în Transilvania.

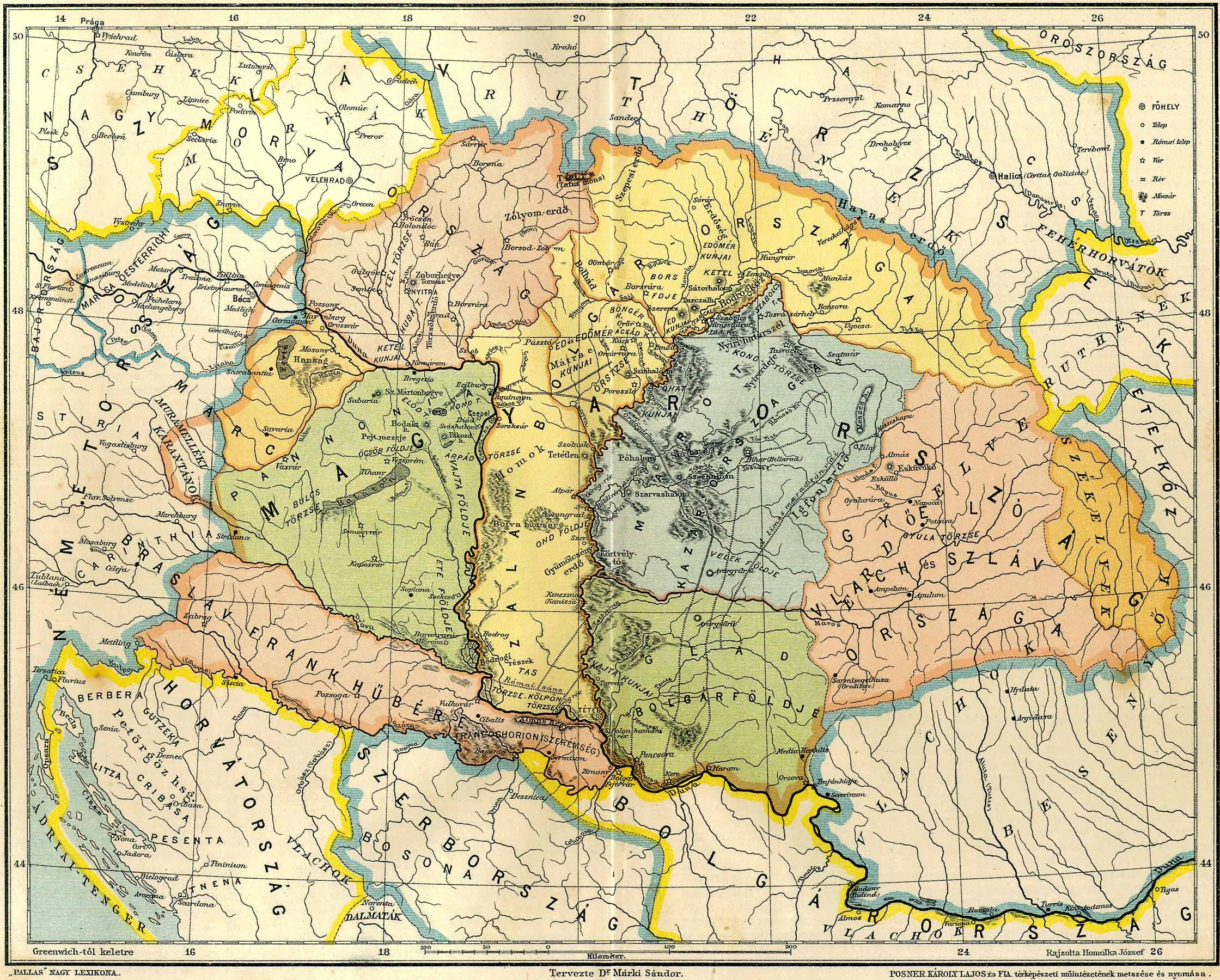
Hartă a Regatului Ungariei făcută după relatările cronicarului Anonymus, grupul Székely fiind situat la est, în aproximativ același loc cu actualul Ținut Secuiesc, și Țara Khazarilor în Câmpia Panonică.

Potrivit unei legende consemnate de Constantin al VII-lea Porfirogenet, kavarii, ale căror trei triburi aparțineau poporului khazar, s-au răsculat și s-au aliat cu maghiarii. După cum s-a menționat, Anonymus era de părere că locuitorii din zona Bihorului erau khazari; el a relatat că fiul cel mic al lui Árpád, Zolta, s-a căsătorit cu fiica liderului khazar Ménmarót și ulterior a moștenit pământul condus de socrul său. Legând această legendă de primul voievod transilvănean al regelui Ștefan, Zoltán Erdőelvi, reiese ipoteza că secuii nu puteau fi decât kavarii khazari. În mijlocul secolului al X-lea, Constantin Porfirogenetul a relatat că aceștia din urmă vorbeau nu numai limba lor maternă (bulgaro-turcă), ci și limba (fino-ugrică) a maghiarilor. Șederea lor în Bihor ar explica de ce au devenit asimilați lingvistic până când au fost conduși de Zoltán Erdőelvi în Transilvania și s-au stabilit ulterior între râurile Mureș și Olt. Așezarea centrală din noua lor casă a fost numită Telegd, după unul dintre clanurile lor, existând un Telegd și în județul Bihor. Toponimele Ábrány și Jenő ar fi putut fi, de asemenea, numele clanurilor care au locuit anterior în zona Bihorului. Potrivit lui Victor Spinei, originea kavară a devenit o teorie unanim acceptată, adăugând faptul că secuii au venit din vest.
Existența kavarilor este atestată de nume precum Kozárvár (Castelul khazar) și Kozard aflate între râurile Mureș și Someș, existând istorici maghiari care presupun că au fost fondate de această populație. Evreii din orașul Sfântu Gheorghe (Sepsiszentgyörgy) știau faptul că erau descendenții unor turcici mozaici albi[B] veniți din est a căror națiune a fost cucerită de ruși. Conform acestei tradiții, familiile comercianților și soldaților evrei turcici s-au stabilit în Sfântu Gheorghe și au început să practice agricultura. În 1360, regele Ludovic I al Ungariei a ordonat expulzarea evreilor de pe teritoriile sale, totuși evreii din acest oraș au fost considerați ca „maghiari” și au fost cruțați. Acești evrei s-au amestecat ulterior printre maghiari și români.
Înainte de secolul al XIII-lea, regiunea locuită din secui se întindea de la Szászváros (Orăștie) din Scaunul Orăștiei spre est până la cotul Oltului și spre nord spre râul Mureș. În vest și în nord, secuii s-au stabilit în imediata apropiere a maghiarilor din valea Mureșului iar în sud și în est, s-au așezat pe malul drept al Oltului și în jurul cursurilor superioare ale râului Mureș și râurilor Küküllő (Târnave). În Țara Bârsei, aceștia s-au asociat cu grănicerii pecenegi (care probabil s-au stabilit în acel loc mai devreme) pentru a proteja frontiera sudică și estică. Pentru a apăra trecătorile montane din Carpați, regalitatea ungară a ridicat mai multe întărituri la Salgó, Pétervár (lângă Szászcsór/Săsciori de astăzi), Talmács, Halmágy, Miklósvár, Bálványos, Görgény și Vécs. Originea timpurie a acestor lucrări de pământ este indicată de faptul că scaunele, inclusiv satele, și-au păstrat statutul de pământuri regale chiar și ulterior așezării secuilor și sașilor cu drepturi depline.
Pentru cercetători un lucru este clar: secuii se află în Transilvania de cel puțin de la începutul secolului al XI-lea, când așezările lor erau situate la sud de râul Mureș și s-au extins până la frontiera Carpaților din est și sud. Dacă regiunea locuită de secui astăzi nu coincide cu zona așezării inițiale, aceasta se datorează faptului că în zona de frontieră sudică s-au stabilit ulterior sașii și, în secolul al XIII-lea, primii s-au mutat în bazinul Háromszék (Trei Scaune). Dovezi în acest sens se găsesc în numele Sepsi⁠(hu)[traduceți] (adică Sebesi; Sebeș), Kézdi⁠(hu)[traduceți] și Orbai⁠(hu)[traduceți], în calitate de székek (un termen care înseamnă „scaune”, fiind folosit pentru a numi districtele militar-administrative în zonele de frontieră ale Ungariei feudale), care au fost ulterior unite sub numele de Háromszék („trei scaune”). Denumirile mai pot fi găsite și mai la vest, unde sașii s-au stabilit în secolul al XIII-lea: (Szász)sebes, (Szász)orbó și (Szász)kézd. În ceea ce privește Szászsebes, există dovezi documentare că secuii au locuit în acest loc înainte de 1224, când regele Andrei al II-lea l-a acordat sașilor și se poate presupune că și celelalte două toponime evocă o prezență secuiască. Scaunul Mediașului și Mediaș trebuie să fi avut o populație secuiască înainte ca acesta din urmă să fie deplasată spre est de către sași, care s-au stabilit în a doua jumătate a secolului al XIII-lea; acest lucru reieșind din faptul că, pentru o lungă perioadă de timp, scaunul a intrat sub jurisdicția contelui secuilor, care a fost numit de rege să conducă secuii, la care se adaugă și faptul că Medgyes este numele unui clan secuiesc.
Un grupuscul etnic, numit barsil, a fost pus de unii cercetători pe seama grupului etnic burtas⁠(en)[traduceți]de la Volga, despre care mult timp s-a crezut că era o populație fino-ugrică mordvină (numită și bercelek), dar mai recent experții consideră că era un grup al populației alane (populație scito-sarmată, vorbitoare de dialect iranic). Barsilii⁠(en)[traduceți] care au ajuns în Transilvania au fost asimilați de secuii din zona Sovatei. În secolul al VIII-lea, cronicarul armean Moise de Corene a scris că barsilii se aflau într-o zonă a Volgăi numită Bulgaria neagră, unde se refugiaseră din calea khazarilor.
Alte două popoare turcice înrudite au fost în decursul evului mediu în Transilvania conlocuitori ai secuilor, lăsând numeroase urme toponimice păstrate până în prezent: uzii (uz este o variantă a denumirii ramurii turcice oğuze) și pecenegii. Astfel, există Valea Uzului, respectiv așezarea Uzon (Ozun) și Uzonkafürdő (Ozunca-Băi) din județul Covasna. (Ozun înseamnă în turcește „lung”, comparabil cu cuvântul maghiar hosszú). În zona Mureș există sate cu numele de Búzásbesenyő (Valea Izvoarelor) care înseamnă „peceneg” (în turcește peçenek și beçenek).
În materie de origini secuii sunt înrudiți cu populația din Göcsej⁠(en)[traduceți], de origine avaro-pecenegă.
De altfel, o ramură a turcilor horezmieni (din Horezm sau Hwarizm; populație cu substrat iranic), numită în maghiară káliz și koromza/korozmin, a fost colonizată în scaunul secuiesc Sepsi⁠(hu)[traduceți] în jurul orașului Sfântu Gheorghe.
Numele de familie Maksai poate că păstrează amintirea unui grup etnic din Mordovia, vorbitor al limbii fino-ugrice mokșa⁠(en)[traduceți], din vecinătatea geografică a teritoriului ancestral al maghiarilor.
În contextul reformelor din învățământul românesc din perioada 1923-1925, moment în care s-a stipulat utilizarea limbii române la un nivel crescut atât românilor cât și minoritarilor, s-au adăugat și dispozițiile de românizare forțată a celor care „și-au pierdut” limba maternă, fiind vizați în primul rând maghiarii din Secuime, bazându-se pe afirmația istoricului Nicolae Iorga, urmat și de alții, că secuii ar fi la origine români maghiarizați. În acest scop au fost inițiate cercetări interdisciplinare, în care s-a implicat Gheorghe Popa-Lisseanu care a publicat broșura „Secuii și secuizarea românilor”, cu conținut extras dintr-o conferință pe această temă ținută la Cristuru Secuiesc, lucrarea fiind lipsită de suportul științific dovedirii acestei teze. Autorul a afirmat: „când ne lipsesc dovezile istorice, vine logica să înlocuiască această lipsă”.
Conform istoricului Ioan I. Russu populația românească prezentă pe teritoriul locuit astăzi de secui ar fi fost asimilată în evul mediu.
Istorica Liah Greenfeld⁠(en)[traduceți], citată de Irina Livezeanu, a contestat perspectiva esențialistă asupra identității etnice:
„O caracteristică fundamentală a oricărei identități este aceea că ea reprezintă în chip necesar perspectiva pe care o are despre sine actorul social implicat. De aceea ea fie există, fie nu. [...] Identitatea este percepție. Dacă o identitate anume nu înseamnă nimic pentru populația în chestiune, respectiva populație nu are acea identitate anume.”
Astfel, pentru Livezeanu, orice ar fi fost strămoșii secuilor în urmă cu generații, acei români „deznaționalizați” erau acum secui, devenind în chip fundamental de nedeosebit față de maghiari.
Potrivit unui studiu realizat de geneticieni și antropologi din câteva instituții academice din Ungaria, se arată că „din rezultatele cercetărilor antropologice și genetice a ieșit la iveală că nu există diferențe semnificative între populația secuiască și cea maghiară”.
Însă acest lucru nu este sigur, deoarece unele cercetări au arătat, de asemenea, diferențe. 

## Demografie

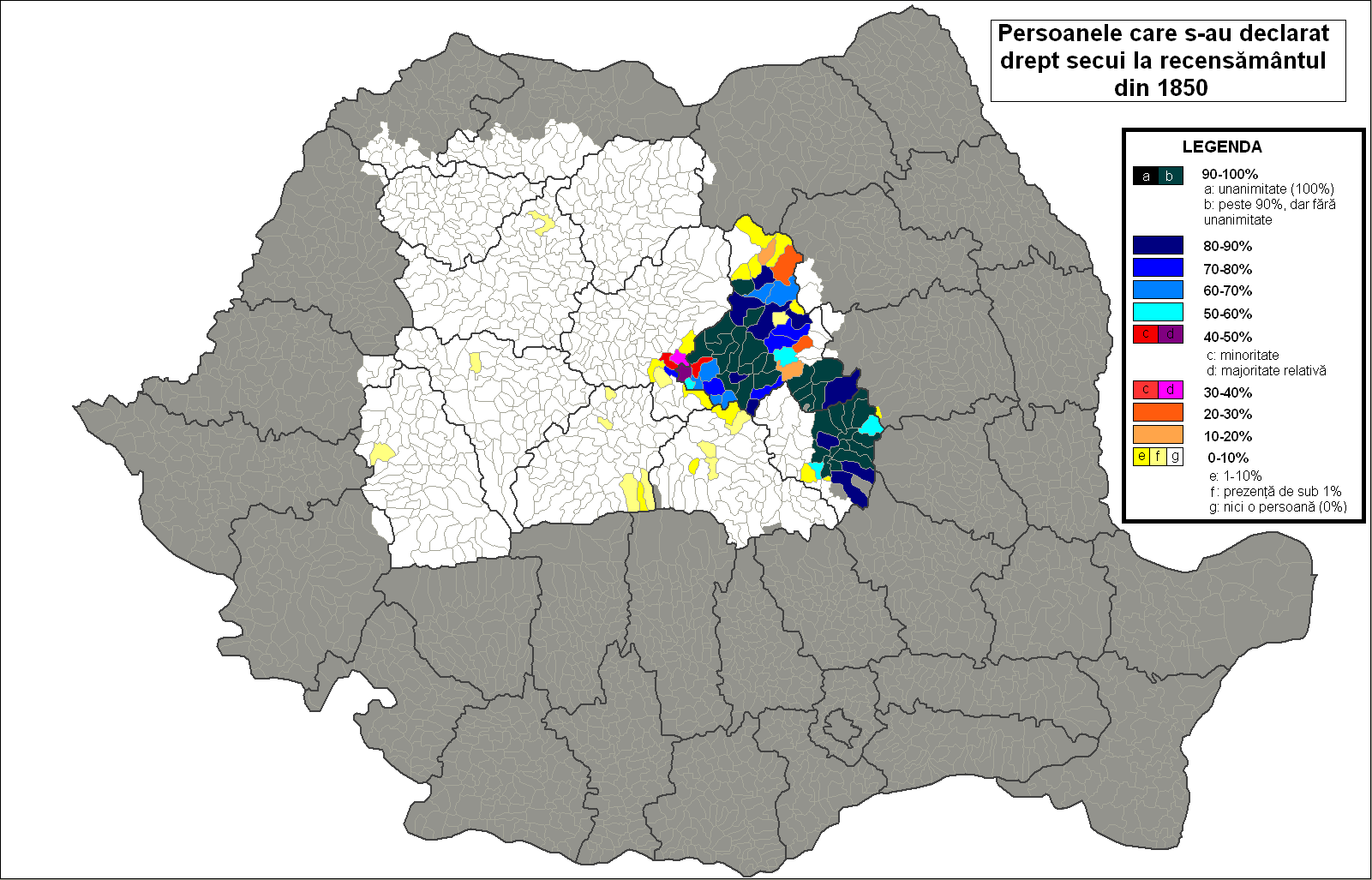
Aria de răspândire a secuilor conform recensământului organizat în Transilvania în 1850.

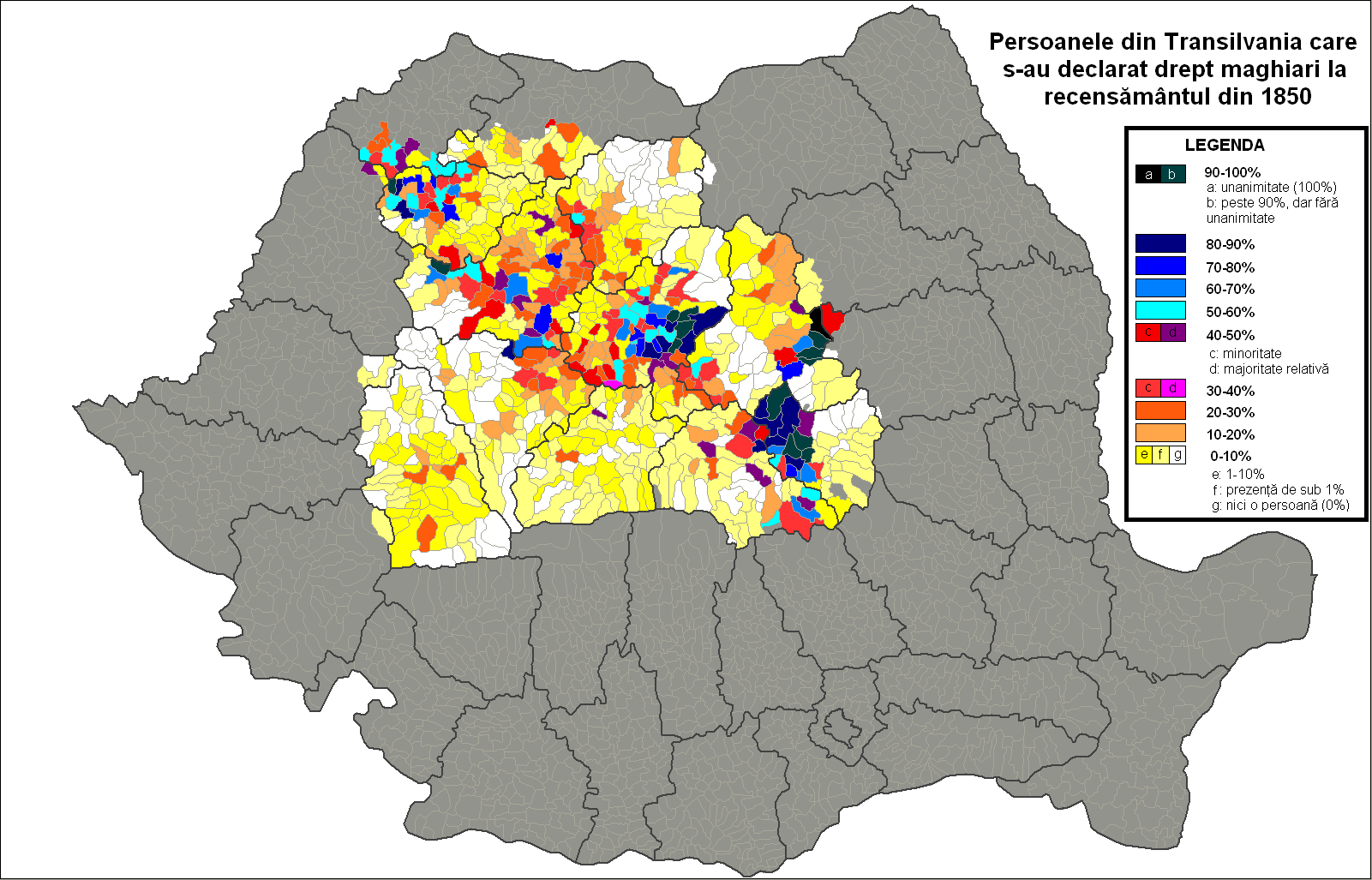
Aria de răspândire a maghiarilor conform recensământului organizat în Transilvania în 1850.

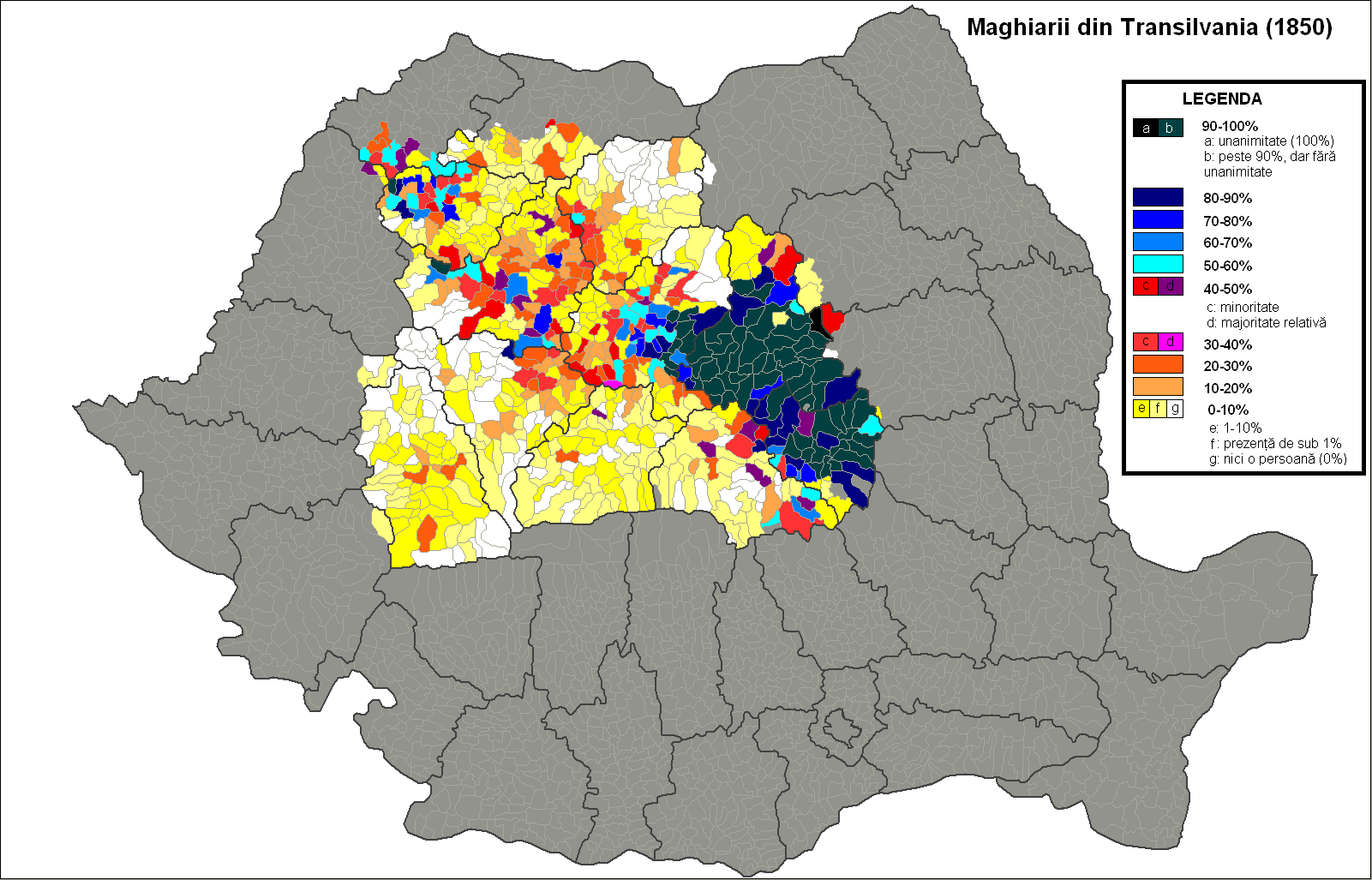
Aria de răspândire a maghiarilor și a secuilor conform recensământului austriac organizat în Transilvania, în 1850.

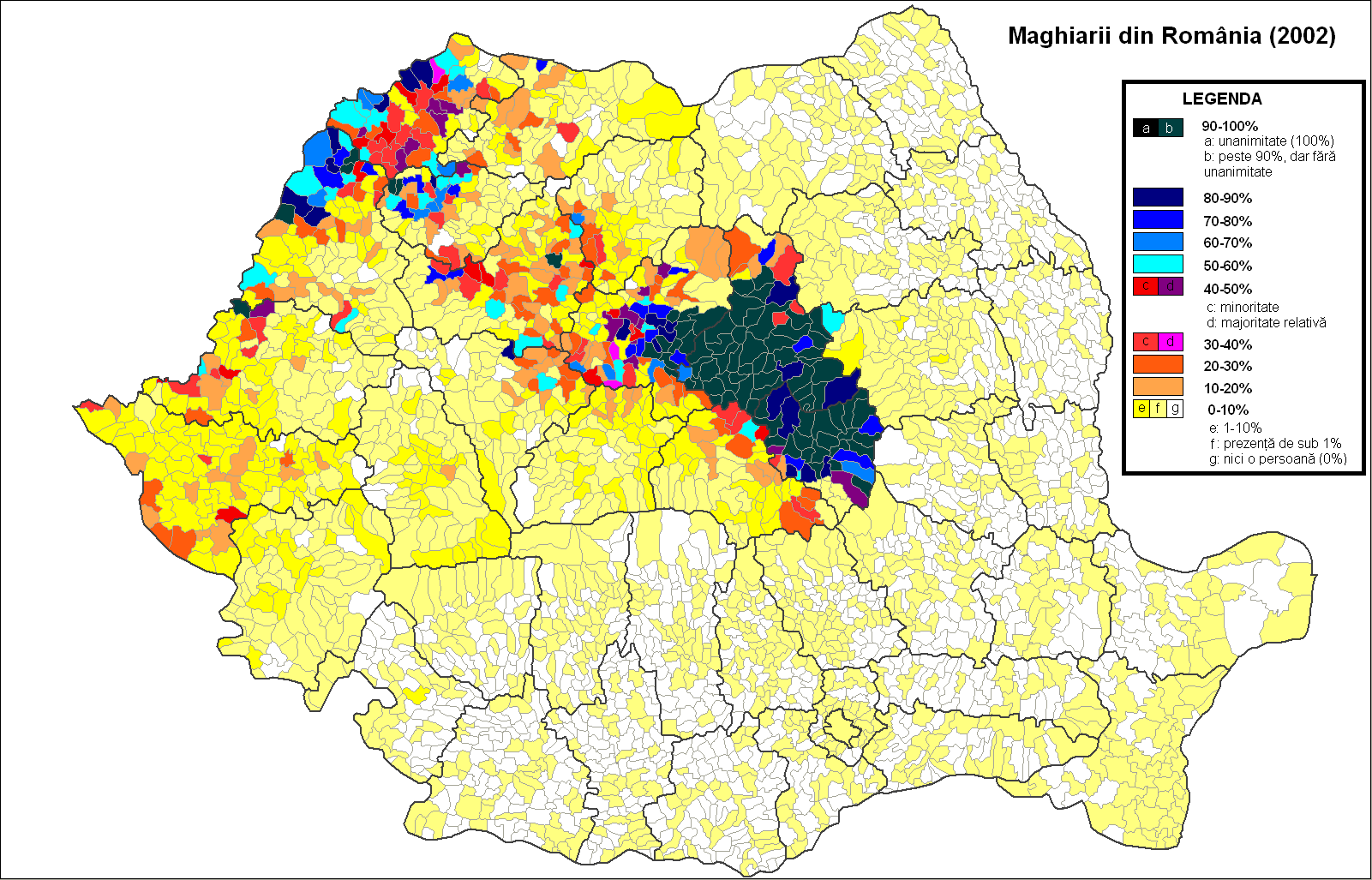
Distribuția maghiarilor în comunele și orașele din România (recensământ românesc din 2002)

Proporția numerică a secuimii în cadrul maghiarimii din perioada descălecării poate fi estimată la 4 – 5%. Proporția secuilor maghiari care trăiesc în Ținutul Secuiesc poate fi astăzi la fel, deși o parte a rămas pe teritoriile locuite înainte, ceea ce dovedește și toponimia (denumiri geografice) și dialectul secuiesc. Proporția secuimii de aceea nu s-a schimbat în cadrul maghiarimii, deoarece în Ținutul Secuiesc a trăit o populație numeroasă care vorbea în limba maghiară și care după câteva generații a devenit secui. Dacă luăm în considerare numărul mediu al secuilor dintr-un sat 202, stabilit de István Bakács, atunci în jurul anului 1330 numărul populației secuiești poate fi estimată la 80 mii. Prima înregistrare militară autentică din 1614 ne arată imaginea Ținutului Secuiesc cu 120 mii de locuitori. Primul recensământ desfășurat în Transilvania a fost cel din anii 1784-1787. După datele conscripției fiscale din 1808, și cele ale evidențelor militare din 1810 se poate presupune numărul familiilor secuiești la nivelul întregii Secuimi din secolul XIX:
| Categorii        | Nr. familii | %      |
| ---------------- | ----------- | ------ |
| iobagi           | 13.022      | 26,76  |
| jeleri           | 6.628       | 13,62  |
| secui liberi     | 23.534      | 48,37  |
| taxaliști        | 153         | 0,31   |
| mineri           | 127         | 0,26   |
| nobili cu un lot | 3.052       | 6,27   |
| alte categorii   | 2.144       | 4,41   |
| Total secui      | 48.660      | 100,00 |

Recensămăntul din 1850, a fost cel în care este menționată pentru prima dată apartenența etnică. La acest recensământ disputat,[C] au fost înregistrate 180.850 persoane de „etnie secuiască”.
Statisticianul Varga E. Árpád arată că: 
„În ceea ce privește diferențierile făcute între secui și maghiari, respectiv, între sași și germani, trebuie să subliniem că deosebirea lor nu era de natură etnico-lingvistică, ea deriva mai degrabă din situația lor juridică specială care-și avea rădăcinile în trecutul lor istoric. Datorită inconsecvenței declarațiilor, mai ales în cazul secuilor, acest fapt s-a reflectat însă doar parțial în datele de recensământ. Dávid Zoltán semnalase deja în introducerea ediției din 1983 faptul că, în mod surprinzător, locuitorii unui scaun secuiesc s-au declarat cu toții ca fiind secui, în timp ce toți locuitorii altui scaun secuiesc s-au declarat maghiari, cu toate că existau și localități mixte. Evidențierea separată a secuilor în recensământul din 1850, nu oferă, în realitate, o informație credibilă privind cifra efectivă de populație a acestui grup etnic.”
Unii autori estimează că grupul secuilor, ca parte a maghiarimii din România, ar fi de circa 500.000, iar alții între 600.000 și 700.000 de persoane.
Cu toate acestea, la ultimele recensăminte s-au declarat secui 831 persoane în 1992, respectiv 532 persoane în 2002. Posibilitatea de a se declara secui a fost oferită și la recensământul din 2011.
Maghiarii din satele din jurul municipiului Brașov se definesc drept ceangăi, nu secui. Secuii din județul Brașov sunt cei din comunele care până la desființarea județelor interbelice au făcut parte din județele Odorhei și Târnava Mare: Cața, Jimbor, Racoș, Ormeniș.

În perioada interbelică, Petru Râmneanțu, adept al eugeniei, folosind diferite măsurători antropometrice și date despre aglutinarea sângelui, a încercat să dovedească „științific” că secuii sunt, de fapt, români autentici. În cadrul politicii de asimilare duse de autoritățile centrale din București, au fost propuse diferite metode, dominantă fiind promovarea de acțiuni culturale, promovată de Partidul Național Liberal și de ministrul instrucțiunii Constantin I. Angelescu. Sabin Manuilă, rectorul Institutului de Statistică din București și directorul recensământului din 1930, s-a pronunțat împotriva ofensivei culturale (de educare a maselor) din zona secuiască (propusă de Ministerul Instrucțiunii Publice în 1927), sugerând (în memoriul redactat la 19 noiembrie 1935, adresat ministrului educației) că: 
„nu trebuie o politică de agresiune, ci de asimilare pacifică. Dogma sacrosanctă față de săcuime să fie cea a asimilării. Drumurile să fie așa construite ca să-i aducă ușor pe secui spre București și alte centre românești. Să nu fie lăsați izolați. Bucureștii îi vor mistui ușor.”
În 1935 academicianul Gheorghe Popa-Lisseanu a estimat numărul secuilor la 500.000, contestând totodată aserțiunile relative la „puritatea lor etnică”. Trebuie menționat că perspectiva asupra deznaționalizării românilor și „secuizarea” lor la care se făcea referire nu viza direct existența și amploarea fenomenului, ci faptul că după Marea Unire nu se concepea existența secuilor în estul Transilvaniei, unde prezența lor compactă în cadrul unor întregi județe, în mijlocul țării unificate, contrazicea legitimitatea pretențiilor teritoriale românești, făcând de altfel imposibilă și restructurarea teritorială a României.
Singura comună cu majoritate românească din centrul ariei locuite de secui este Voșlăbeni, Harghita, care a fost colonizată la începutul secolului al XVIII-lea de contele Lázár⁠(hu)[traduceți] cu douăzeci de familii românești din Moldova. Orașul minier Bălan, are de asemenea o majoritate românească, după ce a cunoscut o dezvoltare industrială la mijlocul secolului al XX-lea. Mai au o majoriate românească satele Livezi și Făgețel. Satul Micfalău din cadrul comunei Malnaș din nordul județului Covasna, locuit în trecut în majoritate de români colonizați în 1763, și-a pierdut naționalitatea în urma maghiarizării lingvistice a locuitorilor în secolele XIX și XX. Astăzi, puțini dintre ei mai sunt ortodocși sau greco-catolici, majoritatea îmbrățișând romano-catolicismul. La marginea nordică, vestică și sudică a ariei locuite de secui se află mai multe localități cu majorități românești.
Sub aspectul toponimiei, numele orașului Vlăhița a fost menționat în documente în anul 1406 sub numele de villa olachalis (Oláhfalu, oláh=valah). Localitatea s-a numit în maghiară până în 1899 Oláhfalu, după care i-a fost schimbată denumirea în Szentegyházasfalu.

## Răspândire

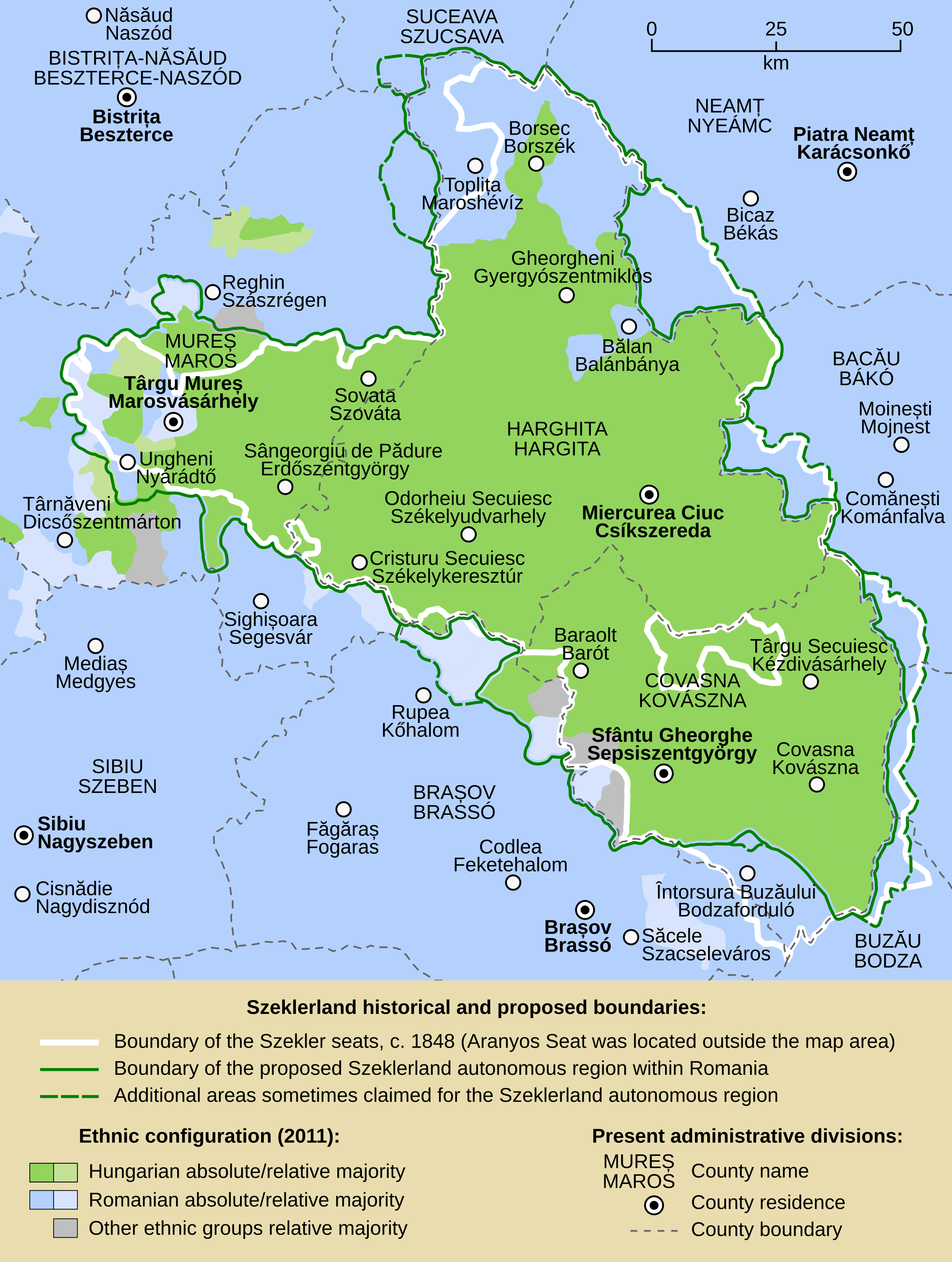
Ținutul Secuiesc

În afara scaunelor secuiești propriu zise mai există secui în localități răzlețe pe teritoriul județelor Bistrița-Năsăud (Cireșoaia, în maghiară Magyardécse) și Cluj (Cămărașul de Pustă, în maghiară Pusztakamarás).
O comunitate arhaică de maghiarofoni, asociați uneori cu secuii, supraviețuiește până în prezent la Săcădate (în maghiară Oltszakadát) în imediata apropiere a orașului Avrig, astăzi parte administrativă a județului Sibiu, dar istoric parte a Țării Făgărașului. În Evul Mediu timpuriu, această populație ar fi refuzat, potrivit istoricilor, să părăsească așezarea care a fost atribuită coloniștilor sași în secolul al XIII-lea prin diploma regală Andreanum rămânând pe așa-zisul Pământ săsesc. Astăzi, acest grup este de circa 200 de persoane. Potrivit unei alte teorii, maghiarofonii din Săcădate ar fi resturi tribale pecenege maghiarizate; prezența acestei etnii turcice a fost bine documentată în Avrig și împrejurimi.

După Masacrul de la Siculeni avut loc în 1764, câteva mii de familii de secui s-au stabilit în Moldova, fie în localitățile vechilor ceangăi maghiari, fie în noi localități fondate de refugiați. Secuii au întărit componenta maghiară a multor comunități catolice din Moldova, împrospătând limba maghiară și aducând obiceiuri din Bazinul Carpatic. Doar o mică parte dintre secui s-a mai întors după grațierea habsburgică, iar o altă parte au fost colonizați după 1775 în câteva sate din Bucovina.
Secuii din Bucovina, în număr de câteva mii, au fost colonizați pe teritoriul actual al județului Suceava în satele Țibeni, Măneuți, Dornești, Iacobești și Vornicenii Mari, la câțiva km nord și sud de Rădăuți. Autoritățile Ungariei au recolonizat după 1940 acești secui bucovineni în provincia Voivodina din Serbia, apoi în Ungaria propriu-zisă, în sate evacuate de șvabi, unde continuă să se considere secui.
Secui trăiesc și în Cristur, Hunedoara. Tarcanii de pe Crișul Negru ar putea fi un rest de populație secuiască medievală.

## Organizare socială
Până în Evul Mediu târziu secuii și-au păstrat elementele structurii tribale proprii de origine turcică: cele șase clanuri, divizate fiecare în câte patru familii, unde în cadrul acestei structuri fiecare membru al familiei era om liber din punct de vedere juridic și avea dreptul să participe la alegerea în funcție de jude sau căpitan. Sistemul electiv se aplica și în cazul proprietății funciare, fapt ce a generat întârzierea introducerii raporturilor vasalice caracteristice lumii medievale în rândul secuilor. Obligația pe care o aveau toți bărbații din cadrul acestora era aceea de a purta arme, iar în armata regală ei au alcătuit corpul cavaleriei ușoare.
În esență, organizarea era identică cu structura socială a maghiarilor înainte de reformele regelui Ștefan I.
Organizarea era tructurată în neamuri (nemzetségek) sau familii mari (családok), de tipul clanului sau stirpei / ramuri (ágak).
Numitul regelui, comite al secuilor, a preluat responsabilitatea doar pentru cele mai importante probleme politice. În Ungaria, șefii clanurilor și-au pierdut funcția politică atunci când regele și reprezentanții săi au preluat controlul asupra activității judiciare și militare; în regiunile secuiești, oficialii locali au continuat să funcționeze ca agenți ai autonomiei locale. Exista un sistem rigid de rotație a funcțiilor între cele șase clanuri (fiecare cu patru familii), cu un judecător (iudex) și un comandant militar (capitaneus), ce erau numiți în fiecare an. Aceste funcții erau ereditare în cadrul câtorva familii proeminente și erau recompensate cu emolumente considerabile, precum și o pondere mai mare din resursele colective. Drept urmare, societatea secuiască a devenit stratificată din punct de vedere al capitalului, dar a rămas liberă de relațiile feudale; prin dreptul nașterii, toți secuii erau liberi, cu dreptul și obligația de a fi soldați în caz de război și aveau dreptul la o parte rezonabilă din pământul deținut în mod obișnuit. Mai târziu, acest statut a fost confirmat de calificarea nemes (nobil).
În fruntea unui neam se afla de regulă un vârstnic, învestit cu autoritate și recunoscut ca atare de membrii grupului. Acesta era „conducătorul neamului” (în maghiară hadnagy „locotenent” sau szálláskapitány, „căpitan de așezare”; vezi și hotnog pe românește).
O listă a neamurilor secuiești: Halom, Örlec (Orlöcz), Jenő, Meggyes, Adorján, Ábrán (Abraham), Bod, Szomorú, Gyáros, György, Telegd, Nagy, Péter, Szovát, Új, Dudor, Poson, Gyerő, Halond, Seprőd, Boroszló, Kürt, Váczmán, Náznán, Balási, Eczken, Vaja, Karácson, Koromza, Zöld, Odvor, Kövér. Unele nume provin din onomastica iudeo-creștină (György, Péter, Balázs, Karácsony), altele sunt slave (Boroszló: Borislav; Odvor: Dvor) și germane (Váczmán: Watzmann), precum și protoungare de proveniență ugrică, alană și turanică (Jenő, Zöld, Kürt).

### Scaunele secuiești
După dispariția organizării tribale de specific turcic în clanuri și familii, zonele locuite preponderent de secui au fost grupate în secolele XIV-XV în entități administrativ-teritoriale numite scaune secuiești. Tot în scaune a fost organizat și Pământul Crăiesc, zona locuită de sași în sudul și nord-estul Transilvaniei (vezi scaunele săsești), exceptată de asemenea de la organizarea comitatensă.

## Istorie

### Secuii în Evul Mediu

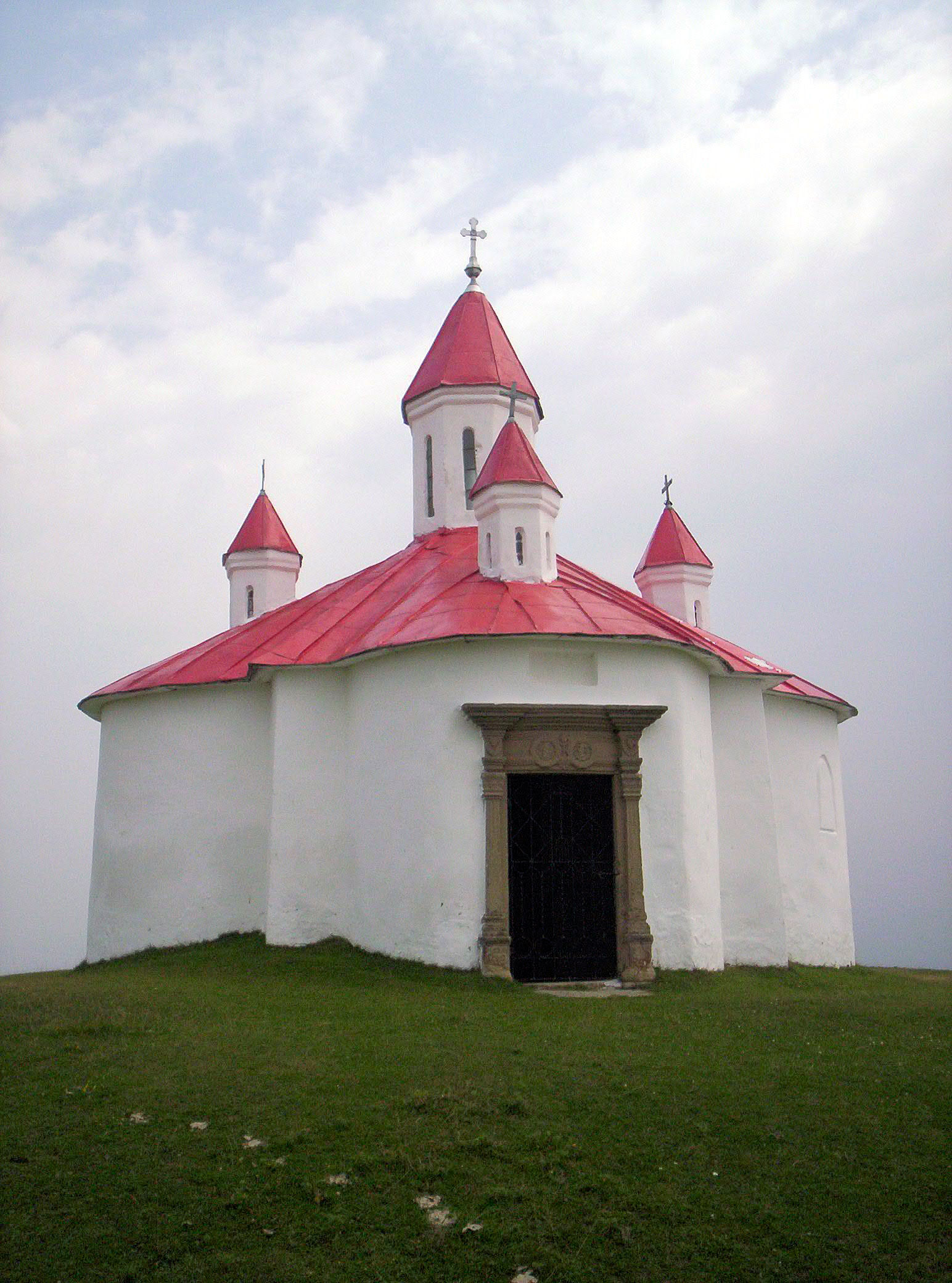
Capela „Sfântul Ștefan” din Sânzieni, unul dintre cele mai vechi edificii religioase de pe teritoriul României, datând din secolul al XII-lea.

Ținutul Secuiesc in 1528, harta lui Lazarus. Ceculia sedi: Co Vtuarhel, Comitat' Gurgio, Comitat'Czik, Co Sepssa, Co Kizdi, Co Orbai.

Primele izvoare scrise privitoare la secui datează din anul 1116, când au fost menționați, alături de pecenegi, ca alcătuind avangarda cavaleriei ungare. Ca popor asociat maghiarilor, secuii au fost colonizați în sistemul de prisăci medievale de-a lungul graniței nou extinse. Inițial au fost colonizați în Panonia apoi în apropiere de Oradea și în final în ținutul secuiesc. Secuii se aflau în serviciul militar al regilor Ungariei. Astfel, prima mențiune a lor, din anul 1116, îi descrie ca participanți la bătălia de la Olsava, sub comanda regelui Ștefan al II-lea al Ungariei (1116-1131). O altă mențiune autentică a secuilor pare să fie un document al regelui Béla al II-lea (1108/1110-1141), databil în jurul anului 1131, care pomenește o slugă însărcinată cu transportul sării, cu numele de Scichul. Câteva decenii mai târziu, în 1146, secuii, alături de aceiași pecenegi, făceau parte din oastea regelui Géza al II-lea al Ungariei (1141-1162), fiind implicați în luptele de pe Leitha, împotriva margrafului Heinrich al II-lea de Austria. O altă diplomă din 1217 vorbește despre satul Székelyszáz (Secuieni) din Bihor.
În Transilvania, secuii au fost menționați prima dată într-un document din 1210. O oaste formată din sași, români, secui și pecenegi, condusă de comitele Ioachim de Türje al Sibiului, a fost trimisă în anii 1210-1213 de regele Andrei al II-lea în sprijinul aliatului său, țarul asenid Borilă al Bulgariei. Oastea transilvăneană s-a deplasat de la Sibiu, pe Valea Oltului, la Vidin, cu misiunea de înăbuși o răscoală. Tot din Transilvania secolului al XIII-lea se cunoaște diploma episcopului Vilmos care referă și la secui.
Secuii au făcut parte și din oastea regelui Andrei al II-lea, participant între anii 1217-1218 la Cruciada a cincea. Au luptat în Palestina împotriva arabilor conduși de Al-Adil I⁠(en)[traduceți] din dinastia Ayyubidă.

### Coloniști și grăniceri
Secuii au fost stabiliți mai întâi în zona Bihorului, apoi în vestul Transilvaniei, extinzându-se ulterior și în zona Târnavelor și în ultimă etapă au fost deplasați și stabiliți în zona munților Harghitei, pentru a controla principalele trecători din Carpații Orientali în calitate de grăniceri ai hotarelor. Una dintre motivațiile mutării secuilor din Câmpia Panonică în zona Târnavelor este dată și de faptul că grupurile de pecenegi grăniceri, aflate în această zonă de graniță a regatului, erau păgâne: regalitatea arpadiană catolică trecând la înlocuirea lor cu elemente creștinate și mai supuse autorității regale, precum secuii din Ungaria și cei din zona nord-vestului Transilvaniei.
O parte a populației secuiești a fost așezată pe granița vestică și nordică a ducatului, respectiv a Regatului Ungariei. Secuii sunt amintiti, printre altele, în anii 1256, 1314, 1323 și 1364, în provincii vestice ale Ungariei, în comitatele Pozsony și Moson. Prezența lor este confirmată apoi și de numele unor localități, ca Székely și Székelyfalu, ambele în comitatul Szabolcs, formate prin includerea etnonimului maghiar al secuilor. Importante comunități secuiești sunt evocate documentar și în comitatele Bars, Szerém, Gömör, Abaúj, Somogy și Baranya.
Prezențe secuiești sunt semnalate în anii 1116 și 1146 în Bihor, în zona localităților Teleac și Salonta, dar și pe teritoriul actualelor județe Timiș și Hunedoara. Comunități secuiești, întemeiate probabil la cumpăna secolelor XI-XII, pe văile râurilor Secaș, la Sebeș-Alba, și Târnava Mare, în zona Mediașului sau Sighișoara, dar și in zona Hârtibaci la Saschiz și Viscri. Spre mijlocul secolului al XII-lea, concomitent cu avansarea hotarelor Regatului Ungariei spre estul și sud-estul Transilvaniei, respectiv spre obstacolul natural, Carpații Răsăriteni și Meridionali, comunități secuiești sunt semnalate în sud-estul Transilvaniei, la Zăbala și Peteni. Comunități secuiești sunt atestate și pe malul din dreapta al râului Olt, în zona centrală a sudului Transilvaniei. O dislocare masivă a așezărilor secuiești de pe Valea Oltului și cea a Hârtibaciului, cauzată de colonizarea germană, a avut loc la sfârșitul secolului al XII-lea. Începând cu prima jumătate a secolului al XIII-lea și continuând până în primele decenii ale secolului al XIV-lea, unii specialiști precum Gábor Lükő sau Pál Péter Domokos au susținut că populația secuiască s-a stabilit, în parte de asemeni dincolo de Carpații Orientali, în Moldova, unde a supraviețuit până azi sub numele de ceangăi, fiind de confesiune romano-catolică.
Un segment important al populației secuiești a fost așezat în părțile răsăritene ale Regatului ungar medieval, pe teritoriul Transilvaniei. Sarcina principală a contingentelor secuiești a constat în consolidarea și apărarea fortificațiilor de graniță (în maghiară gyepű) (aproximativ „palisadă”) numite și prisăci. În consecință, comunitățile secuiești au fost deplasate treptat, concomitent cu avansarea hotarelor statului maghiar spre estul și sud-estul Transilvanei. Uneori, așa numitii darócok sau daróczok („draucharii” sau „nyúzók”) respectiv besznákok o categorie socio-profesională medievală de afiliație etnică incertă constând din pădurari și administratori silvici, vânători, șoimari regali și furnizori de piei de animale, colectori de taxe și prisăcari (sau gyepűőrök) locuind în zonele păduroase dense, au fost recrutați din rândurile acestei populații hibride de origine slavo-secuiască-pecenegă.

### Unio Trio Nationum
În Transilvania medievală secuii erau unul dintre cele trei natio (împreună cu nobilimea maghiară, sași și clerul catolic), cu situație privilegiată, diferit de cele ale țăranului român și maghiar. În Fraterna Unio din 1437 (cunoscută sub denumirea Unio Trio Nationum), realizată la o adunare comună ținută la Căpâlna - lângă Dej, aristocrația maghiară, clerul, sașii și secuii (țăranii români și maghiari fiind excluși) s-au angajat (după răscoala de la Bobâlna) să-și dea ajutor militar mutual împotriva unor posibile răscoale viitoare ale iobagilor și împotriva pericolului extern, turcii ( Imperiului Otoman).

### Adunarea Națională Secuiască la Lutița
În 1506 la Lutița, la Adunarea Națională Secuiască prima dată s-au luat principalele hotărâri privind autonomia și autoguvernarea secuimii. Cu 40 de ani înainte de acest eveniment, în ianuarie 1466, delegații secui s-au adunat la Zăbala, pentru a reedifica libertățile știrbite în deceniile trecute. Hotărârile adoptate aici au fost ridicate la rang de lege de către regele Matei Corvin, care avea cu adevărat nevoie de sabia secuiască. Nobilimea maghiară și elita socială a secuimii, care se îmbogățeau continuu, nu au vrut însă să respecte garanțiile autonomiei specifice secuilor, depuse încă în momentul descălecării maghiarilor, motiv pentru care în noiembrie 1505, a avut loc o nouă adunare generală la Odorheiu Secuiesc. Aici s-a dorit obținerea în special a reformei justiției. In anul următor a avut loc amintita adunare națională de la Lutița, unde s-au luat hotărâri împotriva a diferite obiceiuri ordinare. Între altele, a fost anulată pedeapsa corporală și s-a declarat că este interzisă arestarea secuilor în lipsa unei sentințe judecătorești. S-a întărit comerțul liber și s-a interzis introducerea trupelor de mercenari pe Ținutul Secuiesc. S-a hotărât, de asemenea că, pe teritoriul scaunelor, doar bărbații pot moșteni bunuri imobile și că duminică nu este voie să se facă legiuire. În timpul secolelor următoare, vor avea loc mai multe adunări secuiești la Lutița.
O mare adunare națională secuiască a avut loc în 15-16 octombrie 1848 sub conducerea guvernatorului interim, contele Imre Mikó, la care sunt prezente 30-60 de mii de persoane înarmate. Aici se adoptă următoarele acte: jurământul de credință față de guvernul ungar, respectiv față de Comitetul maghiar de apărare a țării (Országos Honvédelmi Bizottság) condus de Lajos Kossuth, după dizolvarea de către împărat a dietei de la Pesta; mesajul de mulțumire către Lajos Kossuth; un apel, proclamație la pace cu titlul: Frați și concetățeni români și sași.

### În timpul Principatului independent al Transilvaniei
Pentru mai multe detalii despre acest subiect, vedeți Principatul Transilvaniei.
În mijlocul secolului al XVI-lea situația politică, economică și chiar juridică a secuilor s-a modificat considerabil în cadrul Principatului, care a luat naștere în 1542. Susținerea statului independent al Transilvaniei impunea suportarea unor greutăți materiale mai împovăratoare, decât în timpul regatului maghiar cănd nu cereau de la ei să suporte alte biruri decât tradiționalul tribut al boului (ököradó). Secuii au văzut în acest gest un atentat împotriva libertății ancestrale, pentru că conform mentalității moștenite de la strămoșii lor, cea mai mare, și chiar exclusivă garanție a libertății lor naționale era scutirea de impozite. În mai multe rânduri s-au răsculat pentru apărarea vechii lor libertăți. Deja înaintea formării Transilvaniei independente, între 1519-1521 secuii au pus mâna pe arme, împotriva regelui Ioan I Zápolya. A urmat răscoala din 1562 având ca focar scaunul Odorhei și filiala Cristur. Regele Ioan al II-lea (Ioan Sigismund) a luat măsuri drastice care în memoria colectivă a secuilor s-au păstrat sub formula pierderii libertăților secuiești. Conducătorii Gyepesi Ambrus, Pálfalvi Nagy György, Bán András au fost executați prin tragere în țeapă. Previziunile de instaurare a ordinii nu s-au realizat, mărturie stau jalbele secuilor de după 1566, sau răscoala înnăbușită în 1571 a secuilor din Gheorgheni. Totuși nemulțumirea generală și-a atins apogeul la sfârșitul anului 1595 și începutul anului 1596 când au avut loc evenimentele cunoscute sub numele de carnaval sângeros (véres farsang).

### În timpul Imperiului Habsburgic

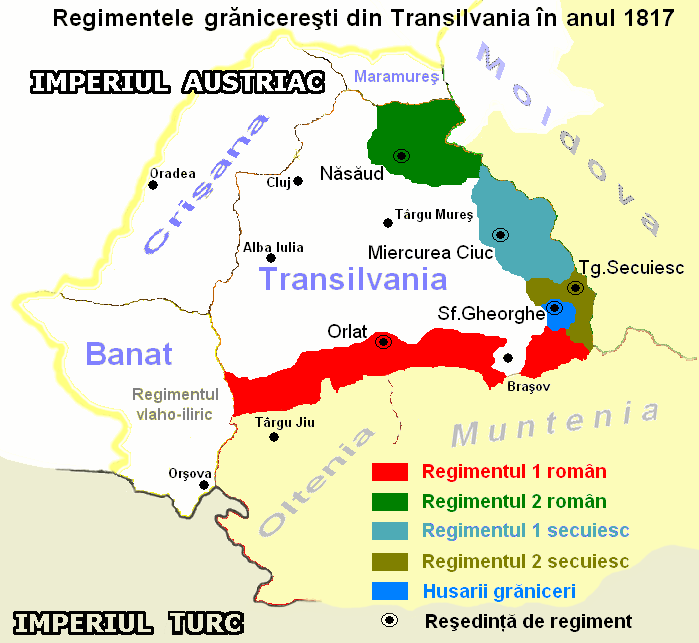
Granița Militară Transilvăneană

Anexarea Transilvaniei și includerea ei între țările coroanei austriece și războaiele purtate de Sfântul Imperiu Roman împotriva Imperiului Otoman în secolul al XVIII-lea au dus la militarizarea zonei de frontieră, inclusiv a zonei secuiești. Înființarea Graniței Militare Transilvănene a fost întâmpinată cu împotrivire de secuii și românii transilvăneni, împotrivire înfrântă de autoritățile imperiale austriece cu forța militară. Un punct culminant al conflictului dintre secui și generalul Adolf von Buccow l-a reprezentat Masacrul de la Siculeni, care a pus capăt rezistenței secuiești.
La mijlocul sec. al XVIII-lea au fost înființate cele două regimente secuiești de grăniceri și regimentul de husari grăniceri de la Sfântu Gheorghe (Primul Regiment Secuiesc de Infanterie, Al Doilea Regiment Secuiesc de Infanterie).

## Religie
Structura confesională a maghiarilor din județele Covasna, Harghita și Mureș se prezintă (conform recensământului din 2002) astfel:
- aproximativ 335.000 romano-catolici
- aproximativ 220.000 reformați (cu o corecție de circa 50.000 persoane din numărul total de 277.000 al reformaților maghiari din cele trei județe, fără maghiarii din Câmpia Transilvaniei, județul Mureș)
- aproximativ 55.000 unitarieni.
- aproximativ 5.000 lutherani.

Confesiunea romano-catolică e predominantă mai ales printre secuii din zona Ciucului și în partea nordică a județului Covasna (așa-numitul Szentföld „Pământ sfânt”).
Reformații (sinonim: calvinii) sunt majoritari în județul Mureș, în zona Odorheiului Secuiesc și în partea sudică a județului Covasna.
În zona Cristuru Secuiesc, Odorheiu Secuiesc și partea vestică a județului Covasna există o comunitate numeroasă de unitarieni care nu recunosc Sfânta Treime.
Secuii lutherani trăiesc în zonele în care aceștia erau supuși sașilor în perioada Reformei: județul Brașov (de ex. la Apața, Jimbor, Hălmeag, Hălchiu, parțial Brașov), Sibiu (Săcădate), Bistrița (Jeica).
În zona Bezidului (Bözödújfalu), aproape de Sovata, a existat până la al doilea război mondial, o comunitate rurală izolată de secui sâmbătași (szombatosok), confundată uneori cu sâmbătașii adventiști (szombatisták) . Acești secui au practicat un cult care se revendică a fi o variantă a iudaismului încă din secolul al XVI-lea.
Mai recent, în cadrul unor serbări populare câmpenești sau manifestări etnografice sunt evocate ocazional ritualuri păgâne precreștine de tip șamanic, participanții având vestimentația adecvată, constând în caftane și cușme țuguiate de tip scitic, turcic, asiatic.

## Runele secuiești
Alfabetul secuiesc, denumit și runele secuiești, este un alfabet (riguros fonetic, adaptat la maghiara contemporană) utilizat de secuii transilvăneni și în prezent ca alfabet secundar, alături de cel cu caractere latine. Întrucât acest alfabet era folosit în trecut preponderent la inscripțiile gravate, sistemul se mai numește popular scriere pe răboj (sau încrustată), în maghiară róvásírás. 

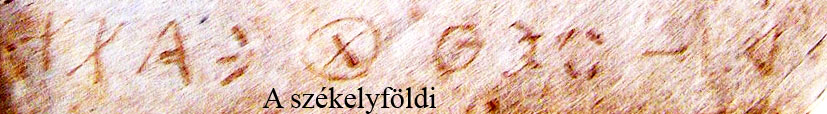
Cuvântul székelyföldi scris cu rune secuiești din anii 1776-1785

Unele ipoteze susțin, că alfabetul secuiesc este de origine turcică, iar analiza paleografică a vechilor rune turcice a relevat că acestea au apărut în Siberia de sud și în regiunea Jeti-Su din China.
În limbajul de specialitate, se folosește frecvent expresia scriere secuiască pe răboj (székely róvásírás), întrucât secuii au utilizat cel mai frecvent acest sistem de scriere, iar textele cele mai numeroase și ample au fost descoperite în secuime; de exemplu la Dârjiu (Székelyderzs), Crăciunel (Homoródkarácsonyfalva), Sânmartin (Csikszentmárton), Daia, (Székelydálya), Corund (Korond), Vârghiș (Vargyas), Bâra (Berekeresztúr), Inlăceni (Énlaka), Chibed (Kibéd), Cotuș (Csejd), Ghindari (Makfalva), Solocma (Szolokma), Racu (Csikrákos).

## Folclor

### Poarta secuiască

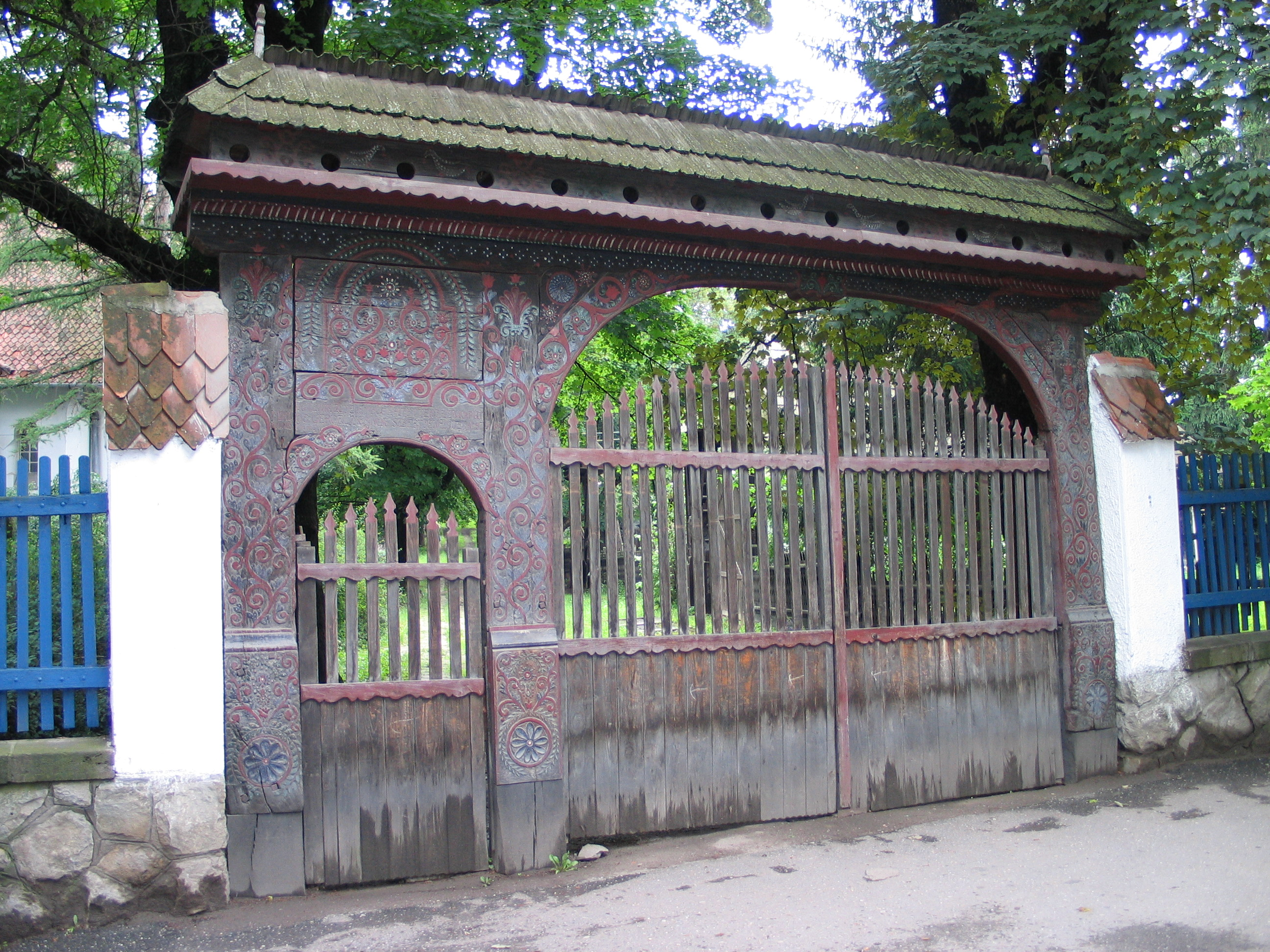
Poartă secuiască

Cea mai caracteristică și cea mai ornamentală piesă din toată arta construcției secuiești este poarta secuiască. Nu există nimic altceva pentru care secuii ar destina atâția bani, atenție și osteneală cât pentru o poartă. Construcția porții secuiești poate fi descrisă în felul următor: cu față către stradă, pe trei stâlpi de stejar dur, așezați într-o linie dreaptă de șapte-opt metri, este așezat un acoperiș relativ jos și îngust acoperit cu șindrilă de brad, pe a cărui lungime sunt lăsate găuri de intrerare în porumbarul din interior. Între cei doi stâlpi mai apropiați se află poarta mică pentru intrarea oamenilor pe jos. Iar între cele două coloane mai îndepărtate se găsește poarta mare pentru intrarea căruțelor. Fața porții dinspre stradă este acoperită pe toată întinderea sa cu ornamente sculptate în lemn, la fel și piesele de legătura care alcătuiesc baza porumbarului. Plecând de la baza stâlpilor, aceste ornamente, vopsite de obicei în roșu, verde și albastru, reprezintă stilizat lujere, frunze de trifoi și de palmier, lalele, crini, ciorchini de struguri aranjate pe așa numitul Pom al Vieții (Életfa), iar în spațiile de sus apar soarele, semiluna, stele (elemente ale stemei secuiesti) și blazone de familie. Anumite elemente ce compun aceste decorațiuni sunt vădit de origine asiatică.

### Gastronomie
Bucătăria secuiască se bazează pe patru alimente principale: cartoful, varza, carnea de porc și smântâna și reflectă condițiile climaterice, respectiv iernile extrem de geroase din zonă. Produsele din porc, ca slănina, caltaboșii, carnea afumată la borcan etc., sunt deosebit de populare. Înainte de introducerea cartofului în Evul Mediu târziu, alimente de bază erau meiul (köles; compară cu coleașă și cuvintele similare din bulgară și sârbo-croată) și secara. Una dintre plantele cele mai populare în secuime este chimionul (Carum carvi), care crește spontan în abundență în depresiunile intramontane. Semințele chimionului se prăjesc în unsoare încinsă pentru supe (köménymagleves „supă de semințe de chimion”). Un rachiu secuiesc popular e asezonat de asemeni cu semințe de chimion. Tipic pentru secui e și kürtőskalács, cozonacul secuiesc făcut din aluat răsucit pe forme tronconice și copt deasupra cărbunilor încinși.

## Centrele urbane ale secuilor

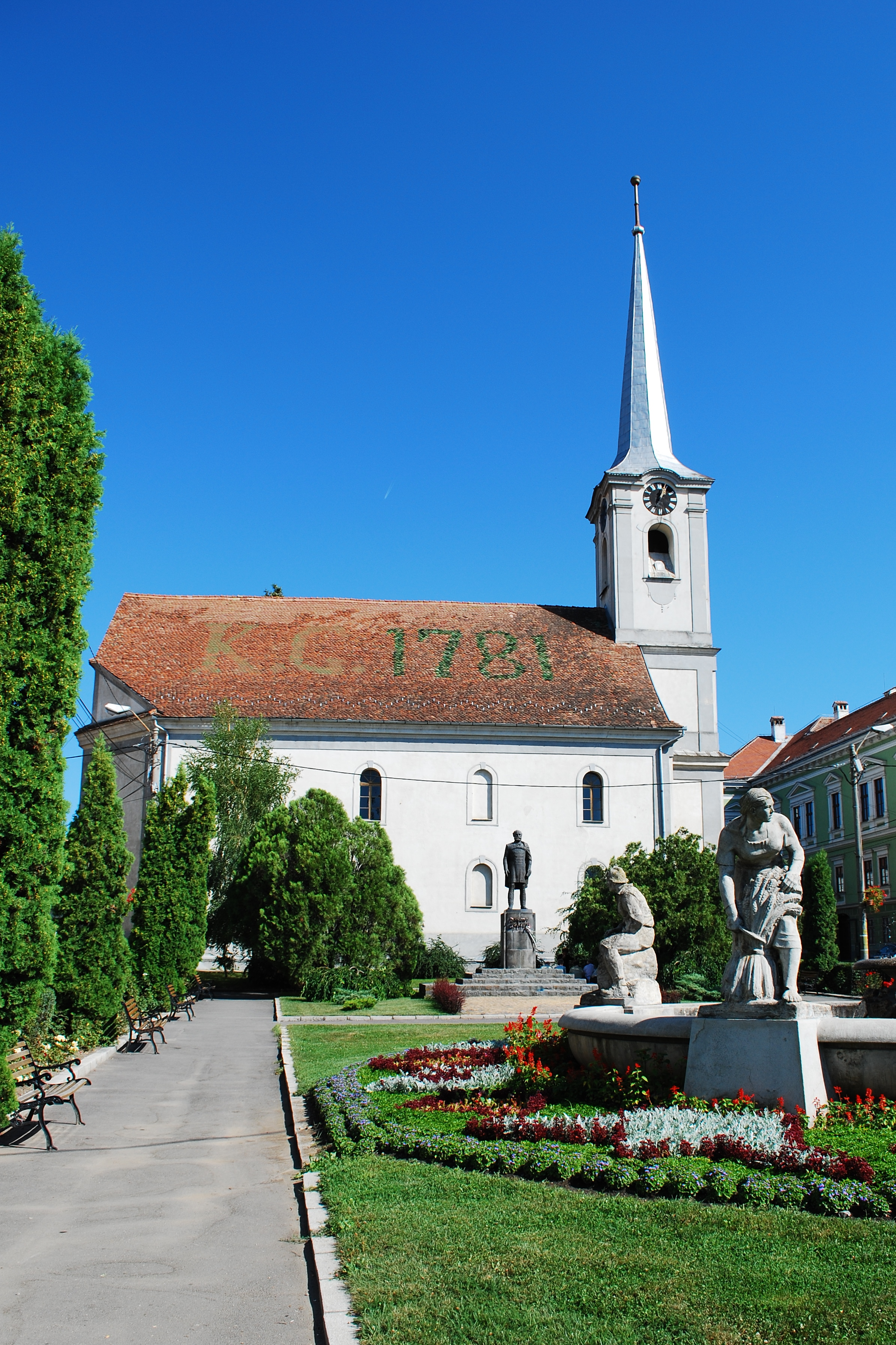
Odorheiu Secuiesc, locul de adunare a Adunării Secuiești în evul mediu

În secolele al XI-lea și al XII-lea Transilvania a fost înglobată treptat, de la vest la est, în Regatul Ungariei. Concomitent teritoriul a fost organizat în comitate, unități administrative introduse după modelul vestic. (Grafschaften, conduse de un greav, comite, de unde denumirea de comitat). Cu toate că puterea centrală regală a căutat să impună Alba Iulia drept centrul politic, militar și religios al Transilvaniei, secuii au reușit să-și păstreze într-o oarecare măsură autonomia. Astfel, până în secolul al XV-lea, comitele de Alba Iulia (comes Albae Transsilvanae), reprezentantul politic al regelui în Transilvania, deținea pe lângă titulatura de voievod, și pe aceea de comite al secuilor (comes Siculorum). În baza privilegiilor lor fiscale și a statutului de grăniceri, secuii beneficiau în evul mediu de drept propriu de judecată și de apărare, în sensul alegerii libere a juzilor și comandanților militari (hadnagy).
În secolul al XV-lea s-a constituit ca reprezentanță (administrav neoficială) a celor șapte scaune secuiești așa numita Universitate a Secuilor (Universitas Siculorum septem sedium Siculicalium), cu sediul la Odorhei.
În secolul al XVIII-lea Târgu Mureșul, denumit în latina medievală Novum Forum Siculorum, Forumul nou al Secuilor, a început să se profileze drept centru și al secuilor. La aceasta a contribuit acordarea statutului de oraș liber regesc în sec. al XVIII-lea, respectiv instalarea la Târgu Mureș a Tablei Regești, instanță de judecată oficială, care a înlocuit autonomia secuiască judecătorească proprie scăunală. Asta înseamnă că autonomia judecătorească secuiască a fost la nivel zonal limitată după anul 1700 prin activitate „Tablei Regești”. Înainte de a dobândi statutul de oraș liber regesc, Târgu Mureșul a mai fost denumit și Székelyvásárhely (Târgul Secuiesc), nume care nu trebuie confundat cu numele de azi al orașului Târgu Secuiesc (Kézdivásárhely, literal Târgul Chizdului - pentru Târgul Săsesc al Chizdului vezi Saschiz), aflat la o distanță de 224 km, în partea opusă (sud-estică) a ariei locuite de secui.
La Târgu Mureș a existat Teatrul Secuiesc de Stat (Székely Állami Színház), înființat la 4 februarie 1946, devenit mai târziu Teatrul Național Maghiar (azi denumit în onoarea artistului local Tompa Miklós).
Sub aspect bisericesc, secuii au aparținut mai departe de Alba Iulia, deoarece - spre deosebire de sași - secuii nu au beneficiat de o prepozitură proprie în cadrul Episcopiei Transilvaniei.

## Profil istoric moral și fizic
Secuii au fost adesea descriși ca fiind, ca prototip fizic și profil moral, preponderent „de statură mijlocie, cu fruntea lată, muncitori, temperament iritabil, tăcuți și iubitori de libertate”. 
Numeroși rebeli și revoluționari din Transilvania au fost secui la origine, de exemplu covăsneanul Gheorghe Doja (Dózsa György) în secolul al XVI-lea, Áron Gábor din Târgu Secuiesc în secolul al XIX-lea, celebru ca artilerist iscusit, József Makk în secolul al XIX-lea.

## Secuii și panturanismul

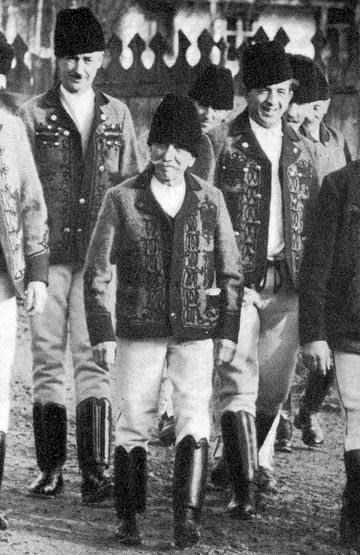
Bărbați secui din satul Sâmbriaș (Jobbágytelke) din județul Mureș fotografiați la începutul anilor 1970 în veșminte tradiționale. Cizmele lustruite cu grijă erau un accesoriu obligatoriu al portului tradițional, cum era și arborarea mustăților la vârstnici

Deși, prin tradiție, adversari ai turcilor otomani, care au invadat adesea Transilvania, secuii au nutrit ulterior sentimente romantice de frățietate față de turci în pofida religiilor diferite. Secuii vedeau în turci un fel de „frate mai mare regăsit”.
Astfel, ziarul Timpul (de sub redacția lui Mihai Eminescu) consemna în anii 1877-1878 agitația din anumite așezări secuiești intracarpatice prilejuită de războiul româno-turc. Cete de secui organizate ad-hoc amenințau să pătrundă prin trecătorile din Carpați în Romania, unde urmau să atace și să pârjolească satele pentru a sabota interesele românești și pentru a-și arăta solidaritatea cu Imperiul Otoman. Stindardul acestor secui era Turul madár (pasărea Turul) identificat cu șoimul pelerin (Falco peregrinus), pe turcește Tuğrul sau Toğrül, totodată numele unuia dintre fondatorii dinastiei turcești selgiucide, din ramura oguză (vide supra), simbol comun al semințiilor turanice sau altaice, repus în uz pentru o perioadă sub regimul horthyst.
În anul 2006 liderii autonomiștilor secui din România au început să afirme din nou afiliațiile turanice (turcice) ale secuilor și au semnat un protocol de colaborare cu autonomiștii uiguri din fostul Turkistan, astăzi parte a Chinei. De altfel Ferenc Csaba, unul dintre lideri, explică încheierea acestei alianțe subliniind „relațiile istorice de rudenie între maghiari și uiguri”. Turca vorbită probabil până în seccolul al XI-lea de părți de populație a Ungariei medievale incipiente (în baza unor indicatori lingvistici, idiomul era apropiat de limbile ciuvașă și bașkiră) a dispărut foarte timpuriu, impunându-se o limbă uralică, din ramura ugrică a acesteia, maghiara. Înrudirea dintre secui și uiguri este tot atât de mică/mare cum e și cu celelalte popoare de limbă turcă, dintre Turcia și Uiguria. Dimensiunea indoeuropeană (scito-alană, deci iranană veche), atât la populația maghiarofonă, cât și la panturcime, nu e neglijabilă (un rest vădit îl reprezintă populația asimilată ce a lăsat în Câmpia Tisei, spre vest, toponimie cu componenta Jász- (etnonimul iașilor sau alanilor) sau cu cea berény⁠(en)[traduceți].
Sándor Kőrösi Csoma a fost un cărturar care a călătorit până în Tibet (unde a fost înhumat), și este astăzi considerat fondatorul tibetologiei. Un scop al călătoriei sale a fost căutarea originilor secuilor.

## Personalități
- János Apáczai Csere
- Dávid Baróti Szabó
- Elek Benedek
- Miklós Barabás (1810, Mărcușa - 1898), pictor și grafician, cel mai de seama reprezentant în Ungaria al stilului biedermeier
- János Baranyai Decsi (1560-1601), a scris Istoria Transilvaniei, Moldovei și a Țării Românești între 1592-1598
- György Bernády (1864-1938) a fost primarul Târgu Mureșului între anii 1900–1912 respectiv 1926–1929. În timpul mandatului său au fost construite Palatul Prefecturii, Palatul Culturii și alte clădiri reprezentative.
- Farkas Bolyai (1775-1856), matematician
- Tamás Borsos (1566-1634), jude al orașului Târgu Mureș
- László Bölöni (1953), antrenor și fost jucător de fotbal
- Sándor Farkas Bölöni (1795-1842), scriitor, traducător și călător
- Tibor Cseres ( 1915-1993), scriitor și istoric literar, președinte al Uniunii Scriitorilor din Ungaria.
- Péter Csokás (1587), profesor în Târgu Mureș, a scris partea maghiară a dicționarului în zece limbi al lui Ambrosius Calepinus
- Gheorghe Doja (György Dózsa, 1470 - 1514), mic nobil secui din Transilvania, conducătorul revoltei țărănești din 1514 contra magnaților
- Pál Péter Domokos (1901-1992), profesor de limba maghiară
- Farkas Deák (1832-1888), politician austro-ungar, membru al Academiei Maghiare de Științe
- Béla Markó (1951-) filolog, scriitor, traducător și om politic de etnie maghiară din România
- Áron Márton (1896-1980), cleric romano-catolic cunoscut ca anticomunist
- Kelemen Mikes (1690-1761), scriitor secui, cel mai bun prieten al lui Francisc Rákóczi al II-lea
- Sándor Kőrösi Csoma (1784-1842), orientalist, considerat părintele tibetologiei
- Imre Mikó (1805-1876), guvernator al Transilvaniei în 1849 și 1860-1861.
- Áron Gábor (1814-1849), erou al Revoluției de la 1848
- Ildikó Keresztes (1964), cântăreață
- András Sütő (1927-2006), scriitor
- Balázs Orbán (1829-1890), scriitor, etnograf
- Sámuel Teleki (1739-1822), guvernator al Transilvaniei, fondatorul Bibliotecii Teleki din Târgu Mureș
- Sándor Kányádi
- Szabolcs Cseh
- Éva Kiss
- Vasile Luca, demnitar comunist
- Zoltan Dani, militar sârb

Unele personalități sunt onorate astăzi în orașe ca Târgu Mureș cu statui și nume de străzi. Unul dintre bulevardele principale din Târgu Mureș poartă numele lui Gheorghe Doja/György Dózsa, în timp ce alte străzi din același oraș au fost botezate cu numele lui Áron Gábor, Sándor Körösi Csoma, etc.